# Sue Hettmansperger
Sue Hettmansperger (* 1948) ist eine US-amerikanische Malerin und Hochschullehrerin.
Hettmansperger studierte an der University of New Mexico und besuchte 1971 die Summer School in Art der Yale University. Seit 1977 unterrichtet sie an der University of Iowa. Von 1972 bis 1974 war sie Assistentin von Garo Antreasian an der University of New Mexico, 1974–75 unterrichtete sie Druckgrafik und Zeichnen an der Pennsylvania State University und 1985 gab sie Gastvorlesungen und Kunsttheorie und Ästhetik an der University of New Mexico.
Sammlungen von Werken Hettmanspergers befinden sie u. a. im Besitz des Metropolitan Museum of Art in New York City, NY, des San Francisco Museum of Modern Art, des Des Moines Art Center und des Museum of the Art Institute of Chicago. Sie hatte mehrere Einzelausstellungen in der New Yorker A.I.R. Gallery, in der Artemisia Gallery C in San Francisco, der University of Northern Iowa Gallery und anderen, sowie Gruppenausstellungen im Hyde Park Art Center Chicago (1992), dem Des Moines Art Center (1996), an der University of Texas in San Antonio (2002), am Grinnell College (2003), an der Northern Arizona University (2005) und der Bowling Green State University (2005), am Figge Museum of Art (2010), dem Cedar Rapids Museum of Art (2006 und 2012) und dem Museum of the Art Institute of Chicago (2012).

## Weblink
- Homepage von Sue Hettmansperger